# Podophthalmus vigil
Podophthalmus vigil är en kräftdjursart som först beskrevs av J. C. Fabricius 1798.  Podophthalmus vigil ingår i släktet Podophthalmus och familjen simkrabbor. Inga underarter finns listade i Catalogue of Life.

## Bildgalleri

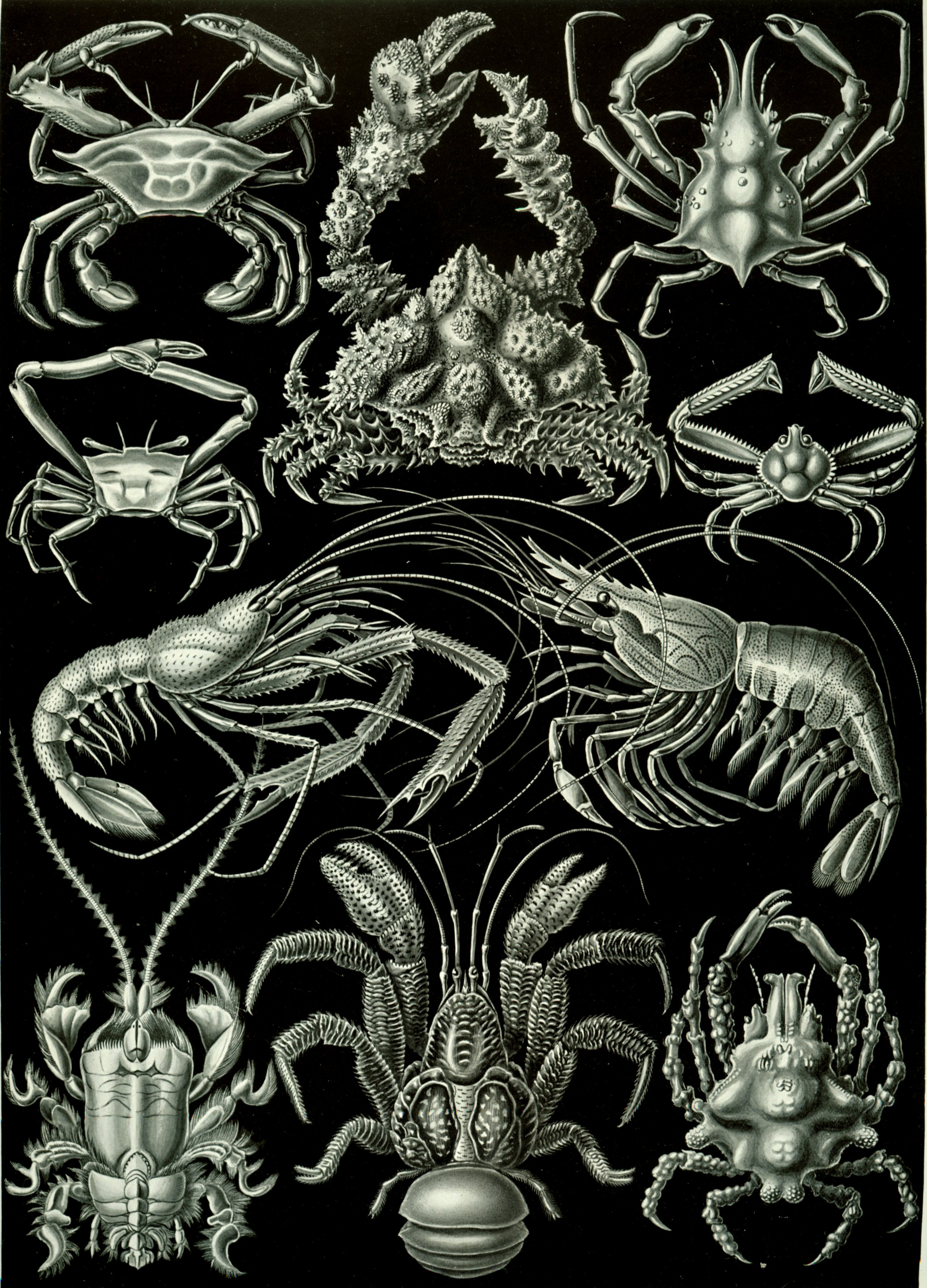
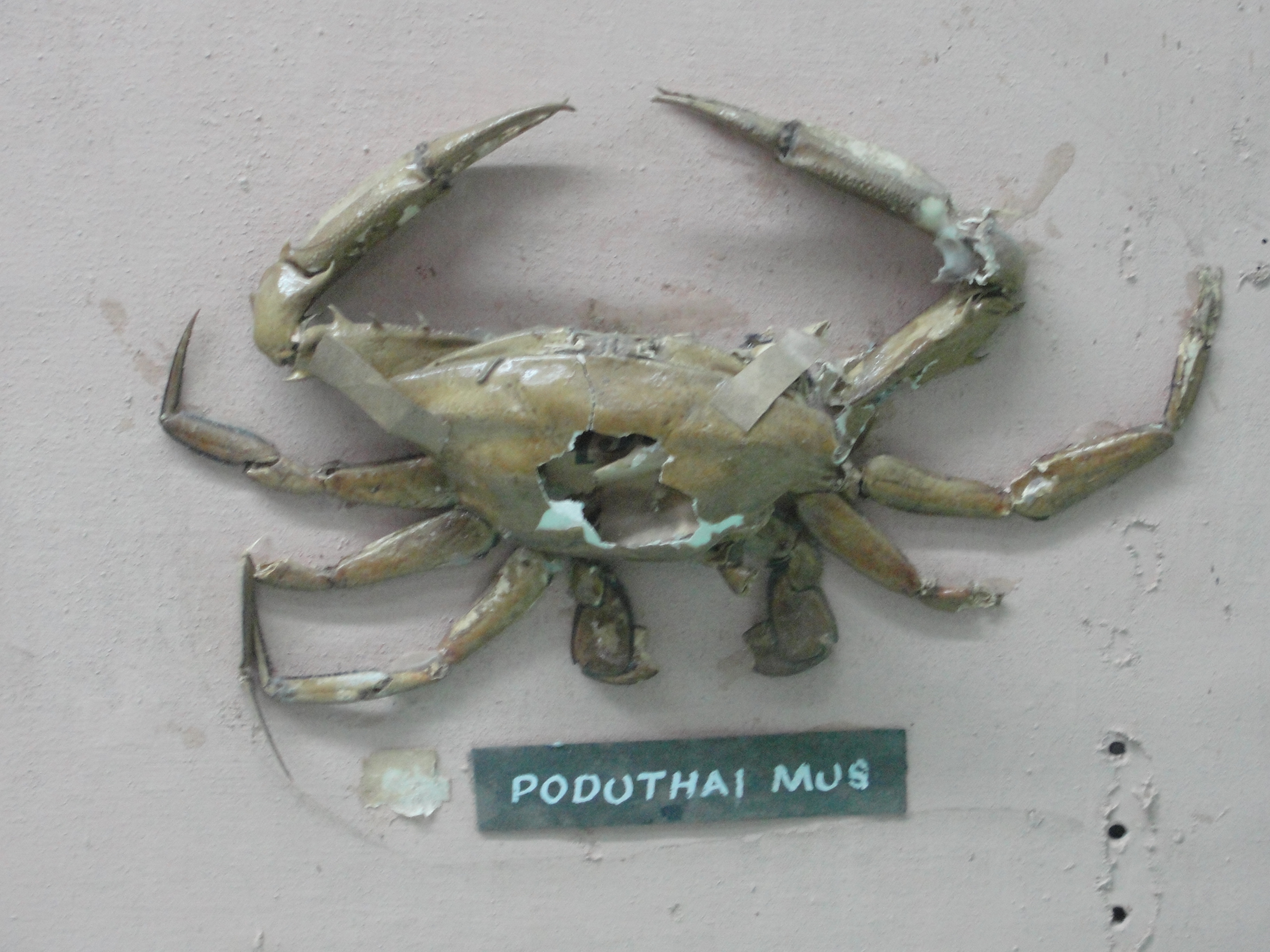